# La gloria di mio padre
La gloria di mio padre (La gloire de mon père) è un romanzo di Marcel Pagnol del 1957.
Primo dei romanzi dei ricordi d'infanzia di Marcel Pagnol rivelò le doti di narratore dell'autore, sino allora celebre per i film e le opere teatrali. L'infanzia è trasfigurata nel ricordo, anche con l'invenzione di imprese mai avvenute (proprio la caccia alle pernici pare sia tutta inventata), diventando così un'epopea dell'età più felice, di un mondo che scompare presto, paradigma di ogni infanzia lieta e spensierata. Il libro è ambientato nella zona di aubagne, ai piedi del monte Garlaban, dove l'autore nacque e trascorse l'infanzia.

## Trama
Marcel nasce a Aubagne. La madre, giovanissima, si chiama Augustine, ed è sartina. Il padre è maestro. Dopo pochi anni viene promosso e diventa insegnante a Marsiglia. Nel frattempo nasce il fratello di Marcel, Paul. Stando spesso in classe con il padre, Marcel impara a leggere prestissimo,con grande soddisfazione del genitore. La sorella di Augustine,  zia Rosa, si sposa con Jules, un funzionario del Comune, molto devoto, che ha discussioni con Joseph, che è invece un ateo convinto. Le pagine dedicate alle discussioni tra i due ci fanno rivivere le feroci polemiche tra clericali e anticlericali della terza repubblica, viste però attraverso l'occhio del bambino, che capisce solo alcun cose e fa delle confusioni.
Un'estate, si recano tutti in una casa di campagna, sulle colline della Treille. Lì Joseph gioca a bocce, fa belle passeggiate, impara i rudimenti della caccia da Jules, esperto cacciatore. Viene così a sapere che la preda più ambita dai cacciatori sono le bartavelles, cioè le pernici reali (coturnici). (Occorre però ricordare che in provenzale "bartavelà" significa anche "contar frottole"). Marcel è convinto di andare con il padre a caccia, ma gli viene negato il permesso. Lui si dispera e allora lo zio gli dice che verrà, ma lo inganna, facendogli credere che la caccia sarà il lunedì, mentre è di domenica. Il fratello Paul però avvisa Marcel, che segue i due senza farsi vedere. Lui cammina in alto,  sulla cresta delle colline, loro cacciano in basso. Il papà non combina nulla, Jules invece si conferma ottimo cacciatore. Marcel si perde sulla collina e incontra Lili, che sarà un amico prezioso. A un certo punto sente sparare e capisce che sono Jules e Joseph. Si precipita, quando riceve in testa due pernici grosse come galline, due bartavelles! Sente Jules che rimprovera Joseph per avere tentato di sparare una doppietta, senza ottenere niente. Joseph dice che ha visto volare delle piume, Jules ribatte che sono le ali delle pernici che si sono allontanate e ridono di loro dall'alto delle colline. Marcel allora grida: "le ha uccise! Tutte e due!" e alza al cielo le prede, la gloria di suo padre. Joseph diventa così un mito del paese, il parroco gli fa una fotografia con le pernici.

## Adattamento
Dal romanzo Yves Robert ha tratto un film, con Philippe Caubère, Nathalie Roussel, Didier Pain, Thérèse Liotard.